# Halsring (Pferdesport)
Ein Halsring besteht aus steifem, kunststoffüberzogenem Lassoseil und liegt lose um den Pferdehals. Bekanntgemacht wurde der Halsring im Freizeitreiten von Ursula Bruns. Die Größe des Rings ist individuell verstellbar. Der Reiter lernt unabhängig vom Zügel im leichten Sitz mit Gewichtshilfe zu reiten.
Das Prinzip dieses Hilfsmittels funktioniert so, dass das Pferd durch den vom Halsring ausgeübten Druck am vorderen Halsabschnitt oder an den seitlichen Halsabschnitten die entsprechenden Signale erhält:
- Oberkörper zurück und Ring durch leichten Zug vorne am Hals angelegt = anhalten
- Oberkörper nach rechts, Druck in rechten Steigbügel, Ring am Hals links anliegend = nach rechts biegen und Rechtswendung
- Oberkörper nach links, Druck in linken Steigbügel, Ring am Hals rechts anliegend = nach links biegen und Linkswendung